# Munkbyn
Munkbyn utgörs av en utbredd bebyggelse i Torps distrikt (Torps socken) i Ånge kommun, Västernorrlands län väster och sydväst om sjön Munkbysjön. Bebyggelsen består av huvudbyn Munkbyn, Östra Munkbyn öster därom och byn Munkbysjön norr om Munkbyn därom. SCB har för bebyggelsen i norra delen av Munkbyn och i Munbysjön avgränsat en småort namnsatt till Munkbyn norra och Munkbysjön.
Sydost om Munkbyn ligger Sveriges geografiska mittpunkt, berget Flataklocken vars topp ligger 465 meter över havet. I Munkbysjön anordnas en stor angeltävling varje vinter. Varje år i september, den första lördagen i september anordnas marknaden "Mittmarken" som lockar till sig mellan 3000 och 5000 besökare under en dag. Ortnamnet Munkbyn vittnar om förekomsten av munkar, det tros även ha funnits ett kloster där. Ljungans dalgång blev den främsta pilgrimsleden i Sverige och Nidaros blev ett av de stora kristna pilgrimsmålen efter Rom, Jerusalem och Santiago de Compostela